# Comuna Perșotravenka, Kompaniivka
Perșotravenka (în ucraineană Першотравенка) este o comună în raionul Kompaniivka, regiunea Kirovohrad, Ucraina, formată din satele Hordiivka, Perșotravenka (reședința), Vîșnivka și Volodîmîrivka.

## Demografie
Componența lingvistică a comunei Perșotravenka
     Ucraineană (94,34%)
     Rusă (4,15%)
     Alte limbi (0,26%)
Conform recensământului din 2001, majoritatea populației comunei Perșotravenka era vorbitoare de ucraineană (94,34%), existând în minoritate și vorbitori de rusă (4,15%) și armeană (1,13%).